# 洛兒
樂宜（英語：Lokyii，1992年10月27日—），原名廖樂宜，曾用藝名洛兒，香港女模特兒、唱片騎師及演員。

## 簡歷
樂宜本是一位模特兒，2015年起與拍檔初兒（Troyi）組成電音唱片騎師組合，於酒吧夜場打碟，除了在本地業界有所名氣，亦有不少機會到其他地方接工作，並曾獲「DJaneMag」評選為「2016及2017年中國區排名第五位女DJ」。2017年，她開始參與電視節目演出。2018年在無綫電視綜藝節目《美女廚房》成為其中一位美女學徒，而受到注目。
2022年，樂宜首次創業，與女星蔚雨芯（Rainky）合作搞醫學美容生意。樂宜親自為公司拍攝性感代言照，在影樓內穿上超低胸黑白一件頭泳衣，型格十足；另一日則換上比堅尼泳衣，到沙灘大晒健康美。
2025年，蔚雨芯被廉政公署落案起訴盜竊罪及欺詐罪。樂宜為該案的苦主。

## 演出作品

### 電視劇

#### 邵氏兄弟
- 2018年：《守護神之保險調查》 飾 Tracy（第1集）

### 電視節目

#### 無綫電視
- 2018年：《美女廚房》  - 美女學徒

#### ViuTV
- 2020年：《辣伙頭》 - 參賽者
- 2020年：《埋嚟睇 埋嚟玩》  - 天氣女郎
- 2020年：《索女人妻ichi烹》 - 參賽者
- 2020年：《點擺》 - 嘉賓主持

### 廣告
- 2020年：英國保誠「古天樂估佢唔到嘅夢想？」

### MV
- 光頭幫TomFatki - Calling Now

### 電影
- 2023年：《女子監獄》 飾 阿儀

## 外部連結
- 洛兒的Facebook專頁
- 洛兒的Instagram帳戶
- YouTube上的洛兒頻道